# Jason Evert
Jason Evert (Arizona, 17 de enero de 1975) es un autor, activista antipornografía y orador católico sobre la castidad. Fundó Totus Tuus Press y Chastity Project, una organización que promueve la castidad principalmente entre estudiantes de secundaria y universitarios. Obtuvo una Maestría en Teología de la Universidad Franciscana de Steubenville, con especialización en filosofía. Está casado con Crystallina Evert, quien también es oradora sobre castidad y dirige Women Made New Ministries. Crystallina es autora de los libros Pure Womanhood, How to Find Your Soulmate Without Losing Your Soul, y el plan de estudios TÚ: Vida, amor y la teología del cuerpo.
Además, Evert es el host del podcast Lust is boring.

## Libros
- Pure Love (1999).
- If You Really Loved Me: 100 Questions on Dating, Relationships, and Sexual Purity (2009).
- Answering Jehovah's Witnesses (2006).
- Pure Manhood (2007).
- Theology of His Body/Theology of Her Body (2009).
- Pure Faith A Prayer Book for Teens (2009).
- Purity 365: Daily Reflections on True Love (2009).
- Raising Pure Teens (2010).
- Theology of the Body for Teens.
- How to Find Your Soulmate Without Losing Your Soul (2011, junto con Crystallina Evert).
- Saint John Paul the Great: His Five Loves (2014).